# Chromis albomaculata
Chromis albomaculata là một loài cá biển thuộc chi Chromis trong họ Cá thia. Loài này được mô tả lần đầu tiên vào năm 1960.

## Từ nguyên
Từ định danh albomaculata được ghép bởi hai âm tiết trong tiếng Latinh: albus ("trắng") và maculata ("vệt đốm"), hàm ý có lẽ đề cập đến lớp vảy nhạt màu hơn thân của loài cá này.

## Phạm vi phân bố và môi trường sống
C. albomaculata được tìm thấy từ quần đảo Izu trải dài đến Okinawa, và cả quần đảo Ogasawara (Nhật Bản); tuy nhiên cũng được biết đến tại đảo Đài Loan và Philippines.
C. albomaculata sống trên đới sườn dốc của các rạn viền bờ và nền đáy biển nhiều đá ở độ sâu khoảng 12–40 m.

## Mô tả
C. albomaculata có chiều dài cơ thể lớn nhất được ghi nhận là 15 cm. Cá trưởng thành có màu nâu sẫm. Vảy cá được viền đen, sáng màu hơn. Rìa sau của vây lưng và vây hậu môn trong mờ. Cá con lại có màu xanh tím, trái ngược so với màu sắc tối sẫm của cá trưởng thành.
Số gai ở vây lưng: 14; Số tia vây ở vây lưng: 12–13; Số gai ở vây hậu môn: 2; Số tia vây ở vây hậu môn: 12–13; Số gai ở vây bụng: 1; Số tia vây ở vây bụng: 5.

## Sinh thái học
Thức ăn của C. albomaculata là động vật phù du. Cá đực có tập tính bảo vệ và chăm sóc trứng; trứng có độ dính và bám vào nền tổ.